# Gabriel Ferenčík
Gabriel Ferenčík (10. března 1919 – 27. dubna 1998), uváděný také jako Gabriel Ferényi, byl slovenský fotbalový útočník a reprezentant. Je pohřben v Dubnici nad Váhom.

## Hráčská kariéra
Za války nastupoval ve slovenské lize za AC Považská Bystrica, OAP Bratislava a TTS Trenčín.

### Reprezentace
Čtyřikrát reprezentoval Slovensko, aniž by skóroval. Debutoval 27. srpna 1939 v Bratislavě, kde domácí zvítězili nad Německem 2:0 (poločas 1:0) – bylo to premiérové utkání slovenské fotbalové reprezentace. Naposled oblékl reprezentační dres 10. dubna 1943 v Záhřebu, kde hosté prohráli s domácím Chorvatskem 0:1 (poločas 0:0).